# Тарло, Ян (воевода сандомирский)

Герб Яна Тарло — Топор

Ян Та́рло (пол. Jan Tarło; 1684 — 5 января 1750, Ополе-Любельске) — государственный и военный деятель Речи Посполитой, генеральный подольский староста (с 1728), воевода люблинский (с 1719) и сандомирский (с 1736), подстолий великий литовский (с 1717), староста кросненский, летичевский, медыцкий, сокальский, ясельский и грабовецкий, маршалок Трибунала Королевства Польского.

## Биография
Представитель знатного польского шляхетского рода, восходящего к началу XV в. герба Тарло — Топор. Один из самых влиятельных и могущественных магнатов Речи Посполитой первой половины XVIII века. Сын воеводы люблинского Станислава Тарло (ум. 1705) и Терезы Дунин-Борковской.
Образование получил во Франции, затем пребывал при дворе короля Людовика XIV. Неоднократно избирался депутатом (послом) сеймов Речи Посполитой.
Генерал-лейтенант войск Королевства Польского и шеф-комендант ланового регимента.
Участник Тарногродской конфедерации.
Принадлежал к числу политических оппонентов короля Августа III Саксонца.
Сторонник Станислава Лещинского в 1704 и 1710 гг. и его повторного избрания на престол Речи Посполитой в 1733 г. В 1734 г. — один из организатором Дзиковской конфедерации в защиту короля Станислава Лещинского. Во время войны за Польское наследство с объединённой коалицией России и Австрии командовал коронным войском, направленным на помощь Данцигу, осаждённому русско-саксонскими отрядами и 8 апреля 1734 г. участвовал в бою с русской отрядом под Вычецино.
После отрешения Лещинского, поддерживал усилия магнатов Потоцких в их стремлении добиться примирения и заключения союза между Речью Посполитой с Россией и Австрией против Пруссии.
Четырежды занимал пост маршалка Трибунала Королевства Польского.
Крупный землевладелец, на момент смерти владел несколькими городами и более чем ста сёлами.
Умер бездетным и похоронен в костёле Вознесения Девы Марии в г. Ополе-Любельске.

## Награды
В 1719 был награждён орденом Белого орла.

## Семья
Был женат четыре раза. Его первой супругой стала Марианна Любовецкая (ум. после 1726), с которой он развёлся в 1717 году. После 1720 года вторично женился на Эльжбете Модржевской (ум. 1728). В 1732 года в третий раз женился на Эльжбете Браницкой (ум. 1746), дочери воеводы подляшского Стефана Николая Браницкого и Катажины Схоластики Сапеги, вдове сокальского старосты Франтишека Ксаверия Потоцкого (ум. 1731). В 1746 года в четвёртый раз женился на Софии Красинской (1718 (?1719)—1790), которая через 4 года после его смерти, в 1754 вышла опять замуж за каштеляна краковского, князя Антония Любомирского (1718—1782) (она была его второй женой).